# Pseudochactidae
Famille
Synonymes
- Chaerilobuthidae Lourenço & Beigel, 2011

Les Pseudochactidae sont une famille de scorpions.

## Distribution
Les espèces de cette famille se rencontrent en Asie du Sud-Est, en Asie centrale et en Chine,.

## Liste des genres
Selon The Scorpion Files (26/02/2025) :
- Aemngvantom Prendini, Ehrenthal & Loria, 2021
- Pseudochactas Gromov, 1998
- Qianxie Tang, 2022
- Troglokhammouanus Lourenço, 2007
- Vietbocap Lourenço & Pham, 2010
- † Chaerilobuthus Lourenço & Beigel, 2011

## Systématique et taxinomie
Prendini, Ehrenthal et Loria en 2021 reconnaissent trois sous-familles : les Pseudochactinae avec Pseudochactas, les Troglokhammouaninae avec Troglokhammouanus et Qianxie et les Vietbocapinae avec Vietbocap et Aemngvantom,.
Les Chaerilobuthidae ont été placés en synonymie par Xuan, Prendini, Engel, Cai et Huang en 2025.

## Publication originale
- Gromov, 1998 : « A new family, genus and species of scorpions (Arachnida, Scorpiones) from southern Central Asia. » Zoologicheskii Zhurnal, vol. 77, no 9, p. 1003-1008.